# Château de la Selve
Pour les articles homonymes, voir Selve.
Le château de la Selve est un château français situé à Grospierres dans l'Ardèche.

## Historique
Le château de la Selve était à l'origine une maison forte aux frontières du royaume de France. Il fut ensuite le relais de chasse d'une illustre famille du Vivarais, les ducs de Joyeuse. Très détérioré à la fin du XVIIIe siècle, il fit partie des terres vendues par la comtesse de Marsan  à Channac Cadet pour la somme de 44.250 livre  avant de devenir au fil des siècles une exploitation agricole.
Situé sur les berges du Chassezac, principal affluent de l'Ardèche, il bénéficie d'un environnement exceptionnel et protégé.
De nos jours, le château appartient à la famille Chazallon, qui possède une exploitation viticole de 38 hectares en bio et biodynamie dirigée par Benoît Chazallon.

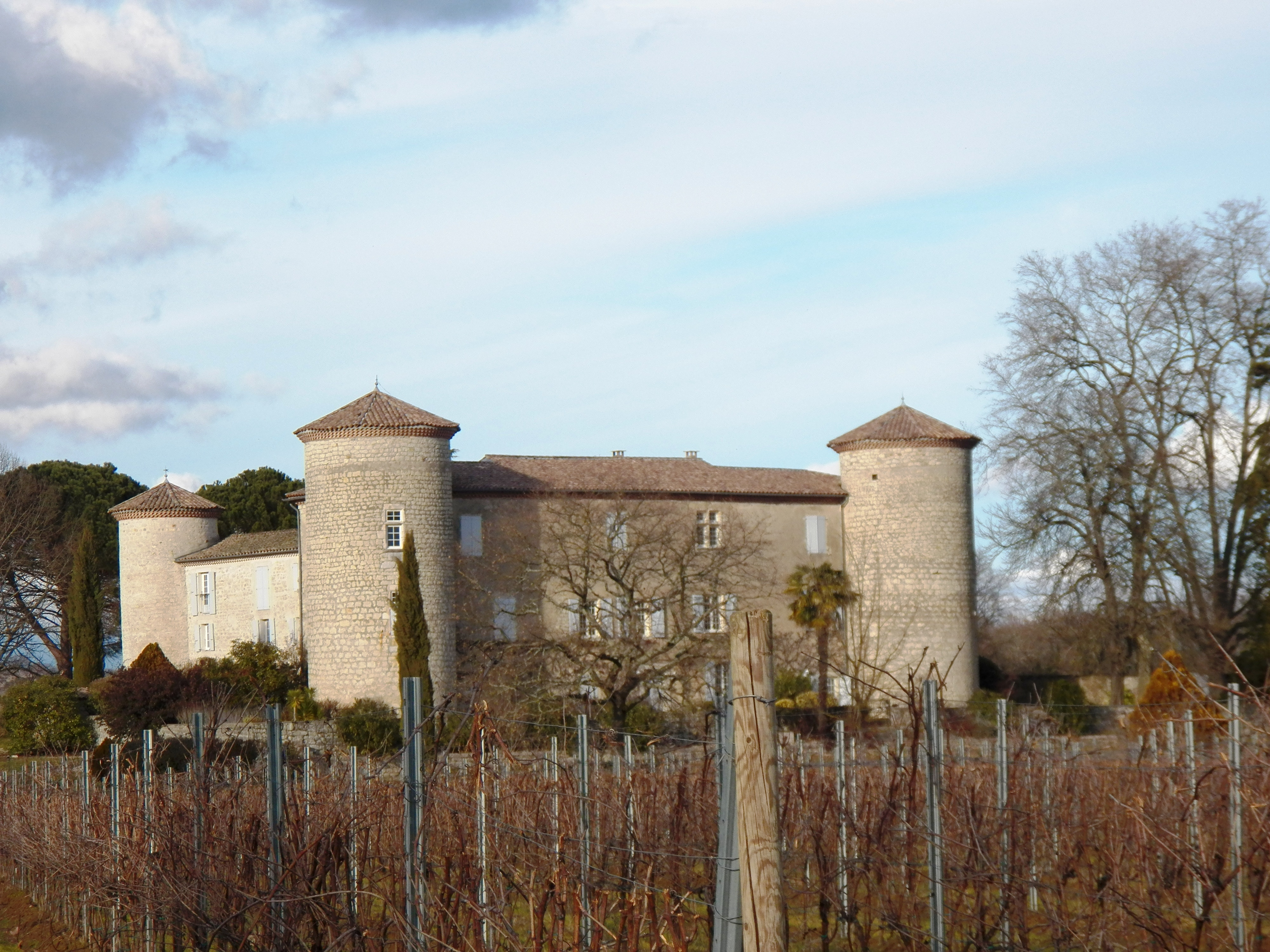
Chateau de la Selve

## Architecture
Datant du XIIIe siècle, son architecture est typique des maisons ou châteaux forts qui se retrouvent du Bas-Vivarais à la Provence.
C'est le style des grandes maisons seigneuriales qui va traverser les siècles même après la Renaissance. Il s'agit de bâtisses isolées, avec cour intérieure, dont la façade est flanquée par quatre tours d'angle.  
La fortification des maisons de campagne est une pratique fort ancienne. Elle se retrouve, dès le Haut Moyen Âge, avec le castellum dont le château reprend le plan avec ses tours d'angle. C'est un héritage romain puisque nombre de villæ rusticæ furent protégées par des tours.

## Vins
Le château de la Selve propose deux gammes de vin : Les Confidentielles et Les Classiques
Les Confidentielles, issues d'une sélection des plus belles vendanges, sont composées d'un rouge, Florence, d'un rosé L'audacieuse et d'un  blanc, Madame de. Les Classiques présentent de trois rouges, Serre de Berty, Beaulieu et Palissaire, un rosé Maguelonne et un blanc Saint Régis.